# Tage Skogsberg
Karl Jonas Tage Skogsberg (* 5. November 1887 in Göteborg, Schweden; † 16. August 1951 in Carmel, Kalifornien), meist als Tage Skogsberg zitiert, war ein schwedisch-US-amerikanischer Meeresbiologe, Ozeanograf und Hochschullehrer.

## Leben
Skogsberg war der Sohn von Johan Peter Skogsberg und Gerda Constantia Carlsson. Sein Vater war Volksschullehrer. Als Junge und junger Mann verbrachte Skogsberg seine Sommerferien mit Wandern, Schwimmen und Segeln entlang der zerklüfteten Küste und zwischen den unzähligen Schären der schwedischen Westküste. Dort wurde auch sein intensives Interesse an der Natur geweckt, das später in ein formelles Biologiestudium gipfelte. Nach Abschluss seiner Schulbildung in Göteborg im Jahr 1907 studierte er an der Universität Uppsala, wo er 1912 den Magistergrad und das Filosofie licentiat erwarb. Sein Studium ergänzte er durch Forschungsaufenthalte an den Abteilungen für Meeresbiologie und Ozeanographie in Villefranche-sur-Mer und Monaco in den Jahren 1915 bis 1916 sowie im Deutschen Reich im Jahr 1919. Ferner war er drei Jahre lang als Kurator der zoologischen Sammlungen seiner Universität tätig. 1920 wurde er an der Universität Uppsala mit der Dissertation Studies on Marine Ostracods I. Cypridinids, Halocyprids and Polycopid, einer Arbeit über Muschelkrebse, zum Doktor promoviert. Danach erhielt er ein Stipendium für einen einjährigen Forschungsaufenthalt in den Vereinigten Staaten. Er kam zur Hopkins Marine Station der Stanford University in Kalifornien, wo er ab 1922 im Auftrag der California Fish and Game Commission mit der wissenschaftlichen Erforschung des Thunfischs begann. 1923 wechselte er an die University of California, wo er wissenschaftlicher Mitarbeiter wurde. Im Sommer 1925 kehrte Skogsberg mit einer befristeten Anstellung als Dozent an die Hopkins Marine Station zurück. 1926 wurde er festes Fakultätsmitglied an der Stanford University und lehrte dort als Professor bis zu seiner krankheitsbedingten Pensionierung im Jahr 1948. 1930 heiratete Skogsberg Catharina Spijker.
Zu Skogsbergs bedeutendsten Werken zählen Reports on the scientific results of the expedition to the Eastern Tropical Pacific by the U.S. Fish Commission Steamer “Albatross”. 35, The dinoflagellata: the Dinophysoidae, eine Monografie über die gepanzerten Dinoflagellaten, die er 1928 in Zusammenarbeit mit Charles Atwood Kofoid (1865–1947) von der University of California veröffentlichte, sowie Hydrography of Monterey Bay, California, thermal conditions, 1929–1933, eine 1936 veröffentlichte Pionierarbeit über die Hydrographie der Monterey Bay, in der einige der Ergebnisse der von Skogsberg initiierten und geleiteten hydrobiologischen Untersuchung von 1929 bis 1933 vorgestellt wurden. 1946 ergänzte er diese Arbeit mit dem Artikel Hydrography of Monterey Bay, California. Thermal Conditions, Part II (1934–1937).
Zahlreiche kleinere Arbeiten über Hohltiere, Ringelwürmer, Gliederfüßer, Fische und die Hydrographie machten Skogsberg zu einem anerkannten Experten in verschiedenen Bereichen der Biologie und Ozeanographie.

## Dedikationsnamen
Nach Tage Skogsberg sind die Gattungen Skogsbergia Poulsen, 1962 und Skogsbergiella Kornicker, 1975 sowie die Arten Asteropterygion skogsbergi (Poulsen, 1965) Kornicker, 1981, Ceratocorys skogsbergii Graham, 1942, Hemicythere skogsbergi Whatley, Moguilevsky, Chadwick, Toy & Ramos, 1998, Metaconchoecia skogsbergi (Iles, 1953), Metaphalacroma skogsbergii L.-S.Tai, 1934, Ornithocercus skogsbergii Abé, 1967, Parasterope skogsbergi Poulsen, 1965, Skogsbergiella skogsbergi (Kornicker, 1971) und Sphaeronella skogsbergiellae Bradford, 1975 benannt.

## Erstbeschreibungen von Tage Skogsberg
- Ambostracon lauca (Skogsberg, 1928)
- Amphisolenia complanata Kofoid & Skogsberg, 1928
- Amphisolenia elongata Kofoid & Skogsberg, 1928
- Archasterope quinquesetae (Skogsberg, 1920)
- Asterope ohlini Skogsberg, 1920
- Asterope ojrta Skogsberg, 1920
- Asteropteron Skogsberg, 1920
- Aurila frequens (Skogsberg, 1928)
- Aurila montereyensis (Skogsberg, 1928)
- Aurila radiata (Skogsberg, 1928)
- Aurila recurvirostra (Skogsberg, 1928)
- Australicythere frequens (Skogsberg, 1928)
- Austroaurila recurvirostra (Skogsberg, 1928)
- Austroaurila theeli (Skogsberg, 1928)
- Citharistaceae Kofoid & Skogsberg, 1928
- Copytus Skogsberg, 1939
- Copytus caligula Skogsberg, 1939
- Copytus copytus Skogsberg, 1939
- Copytus laevata (Brady, 1880) Skogsberg, 1939
- Cycloleberis Skogsberg, 1920
- Cylindroleberis grimaldi (Skogsberg, 1920)
- Cylindroleberis vicina (Skogsberg, 1920)
- Cypridina serrata affirmans Skogsberg, 1920
- Cypridinodes acuminata Skogsberg, 1920
- Cythereis iganderssoni Skogsberg, 1928
- Cythereis polita Skogsberg, 1928
- Cythereis falcata Skogsberg, 1928
- Cythereis platycopa Skogsberg, 1928
- Cytherelliformes Skogsberg, 1920
- Dinofurcula Kofoid & Skogsberg, 1928
- Dinofurcula ultima (Kofoid) Kofoid & Skogsberg, 1928
- Dinofurcula ventralis Kofoid & Skogsberg, 1928
- Dinophysis contracta (Kofoid & Skogsberg) Balech, 1973
- Dinophysis exigua Kofoid & Skogsberg, 1928
- Dinophysis joergersenii Kofoid & Skogsberg, 1928
- Dinophysis monacantha Kofoid & Skogsberg, 1928
- Dinophysis mucronata (Kofoid & Skogsberg) Sournia, 1973
- Dinophysis odiosa (Pavillard) Tai & Skogsberg, 1934
- Dinophysis okamurae Kofoid & Skogsberg, 1928
- Dinophysis recurva Kofoid & Skogsberg, 1928
- Dinophysis similis Kofoid & Skogsberg, 1928
- Dinophysis swezyae Kofoid & Skogsberg, 1928
- Dinophysis trapezium Kofoid & Skogsberg, 1928
- Dinophysis urceola Kofoid & Skogsberg, 1928
- Doloria Skogsberg, 1920
- Doloria levis (Skogsberg, 1920)
- Doloria pectinata (Skogsberg, 1920)
- Falklandia ephippiata (Skogsberg, 1928)
- Gigantocypris muelleri Skogsberg, 1920
- Gigantocypris muelleri minor Skogsberg, 1920
- Halocypridina Skogsberg, 1920
- Hemicythere taeniata Skogsberg, 1928
- Hesperonoe adventor (Skogsberg in Fisher & MacGinitie, 1928)
- Heteroschisma Kofoid & Skogsberg, 1928
- Heteroschisma aequalis Kofoid & Skogsberg
- Histioneis pacifica Kofoid & Skogsberg, 1928
- Histioneis panaria Kofoid & Skogsberg, 1928
- Histioneis paraformis (Kofoid & Skogsberg) Balech, 1971
- Histiophysis Kofoid & Skogsberg, 1928
- Homasterope curta (Skogsberg, 1920)
- Macrocypridina Skogsberg, 1920
- Meridionalicythere discophora (Skogsberg, 1928)
- Meridionalicythere megalodiscus (Skogsberg, 1928)
- Meridionalicythere mesodiscus (Skogsberg, 1928)
- Meridionalicythere taeniata (Skogsberg, 1928)
- Meridionalicythere taeniata deliciosa (Skogsberg, 1928)
- Metaphalacroma Tai & Skogsberg, 1934
- Monopia acuminata Skogsberg, 1920
- Ornithocercus quadratus f. assimilis Kofoid & Skogsberg, 1928
- Ornithocercus thumii (Schmidt) Kofoid & Skogsberg, 1928
- Parahistioneis dentata (Murray & Whitting) Kofoid & Skogsberg, 1928
- Parahistioneis francescae (Murray & Whitting) Kofoid & Skogsberg, 1928
- Parahistioneis garrettii (Kofoid) Kofoid & Skogsberg, 1928
- Parahistioneis para (Murray & Whitting) Kofoid & Skogsberg, 1928
- Parahistioneis paraformis Kofoid & Skogsberg, 1928
- Parahistioneis reticulata (Kofoid) Kofoid & Skogsberg, 1928
- Parahistioneis rotundata (Kofoid & Michener) Kofoid & Skogsberg, 1928
- Parasterope aberrata (Skogsberg, 1920)
- Parasterope longiseta (Skogsberg, 1920)
- Parasterope muelleri (Skogsberg, 1920)
- Parasterope ohlini (Skogsberg, 1920)
- Patagonacythere longiducta (Skogsberg, 1928)
- Phalacroma apicatum Kofoid & Skogsberg, 1928
- Phalacroma bipartitum Kofoid & Skogsberg, 1928
- Phalacroma cuneolus Kofoid & Skogsberg, 1928
- Phalacroma dens Kofoid & Skogsberg, 1928
- Phalacroma expulsum (Kofoid & Michener) Kofoid & Skogsberg, 1928
- Phalacroma lativelatum Kofoid & Skogsberg, 1928
- Phalacroma lens Kofoid & Skogsberg
- Phalacroma protuberans Kofoid & Skogsberg, 1928
- Phalacroma pyriforme Kofoid & Skogsberg, 1928
- Phalacroma vastiforme Tai & Skogsberg, 1934
- Philomedes eugeniae Skogsberg, 1920
- Philomedes rotunda Skogsberg, 1920
- Philomedes rotundus Skogsberg, 1920
- Polycope setigera Skogsberg, 1920 Person
- Polyorchis haplus Skogsberg, 1948
- Procythereis Skogsberg, 1928
- Procythereis igandersoni Skogsberg, 1928
- Procythereis polita (Skogsberg, 1928)
- Procythereis radiata Skogsberg, 1928
- Procythereis robusta (Skogsberg, 1928)
- Procythereis torquata (Skogsberg, 1928)
- Proheteroschisma Tai & Skogsberg
- Pseudocythereis Skogsberg, 1928
- Pseudocythereis falcata Skogsberg, 1928
- Pseudocythereis spinifera Skogsberg, 1928
- Radimella aurita (Skogsberg, 1928)
- Radimella glauca (Skogsberg, 1928)
- Radimella pacifica (Skogsberg, 1928)
- Scleroconcha Skogsberg, 1920
- Scleroconcha appelloefi (Skogsberg, 1920)
- Siphonostra Skogsberg, 1920
- Siphonostra spinifera (Skogsberg, 1920)
- Skogsbergiella spinifera (Skogsberg, 1920)
- Thecadinium Kofoid & Skogsberg, 1928
- Triposolenia intermedia Kofoid & Skogsberg, 1928
- Vargula Skogsberg, 1920
- Xestoleberis hopkinsi Skogsberg, 1950